# 위성 인터넷

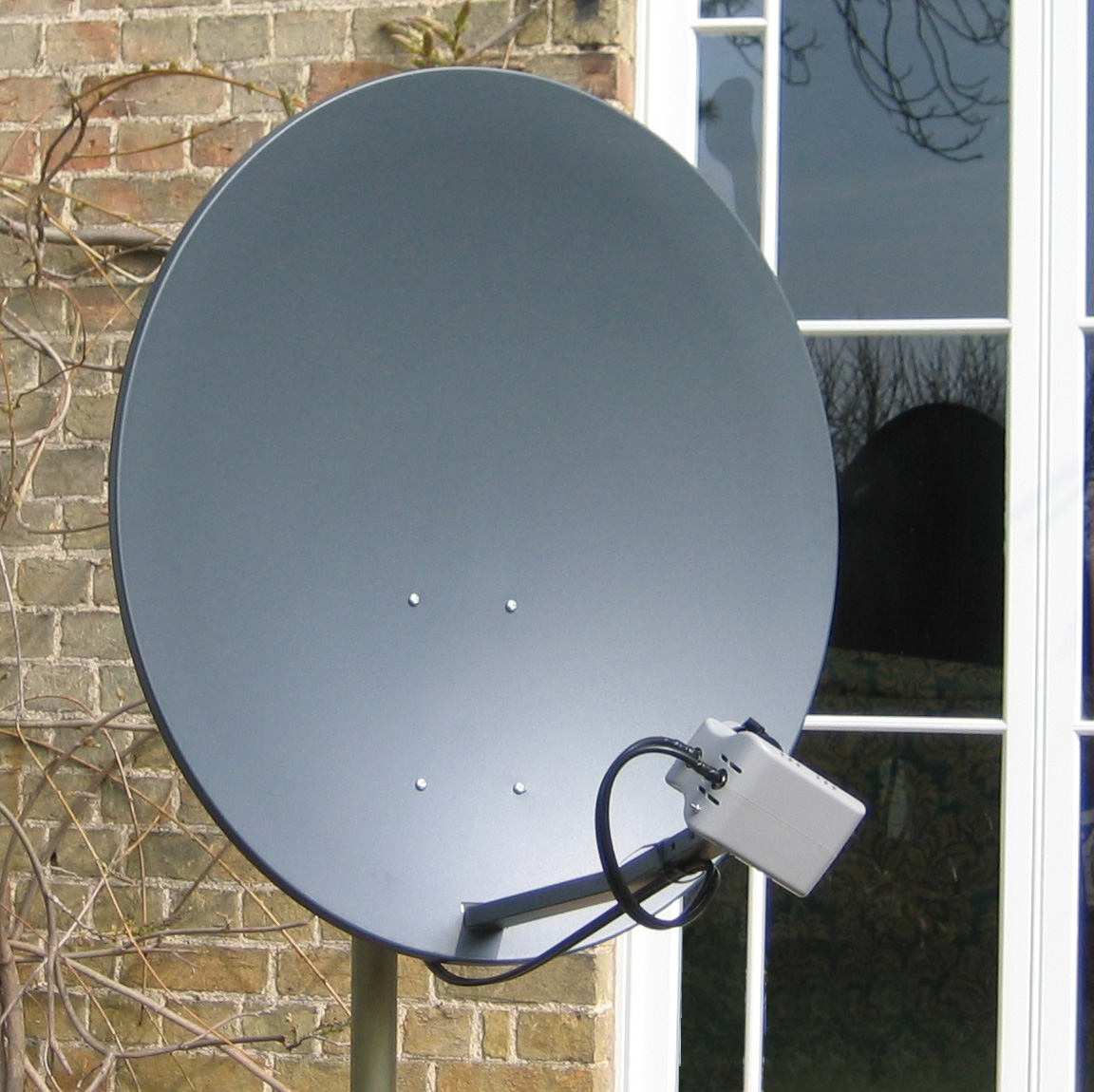
유럽의 위성 안테나

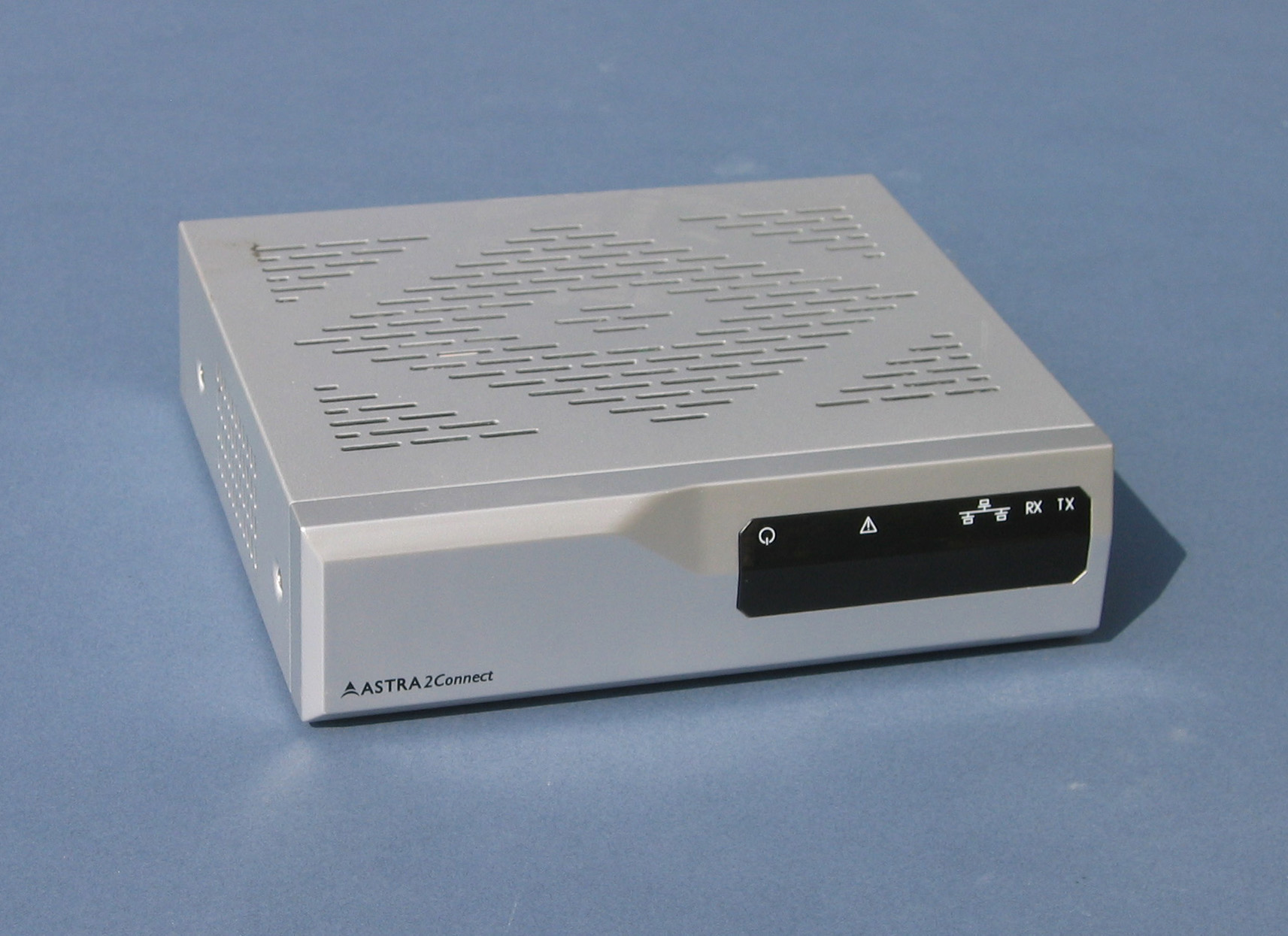
Newtec 위성 모뎀

위성 인터넷 접속(衛星 - 接續, 영어: Satellite Internet access)은 지구상에서 전화 접속, 디지털 가입자 회선, 휴대 전화로 인터넷을 할 수 없는 상태의 사용자를 위해 사용되는 인터넷 접속 서비스다. 사람들은 위성 인터넷이라고 부른다.
위성 통신 기반의 전 세계인을 대상으로 하는 B2C 인터넷 접속 서비스로는 베타 테스팅 형태로 서비스를 받을 수 있는 스타링크, 위성 전화를 활용하는 인마샛이 있다. 사용자가 비현실적인 고가의 서비스 요금을 부담할 수 있다면 이리듐 서비스도 사용이 가능하다.

## 나라별 현황

### 대한민국
대한민국에서는 무궁화 위성을 사용하여 인터넷에 연결해 통신할 수 있다. 무궁화위성에서 위성 수신 카드와 같은 위성 안테나를 이용하여 수신하고, 상향은 전화선을 이용한 지상망으로 인터넷 서비스 제공자를 거쳐 지구국의 위성 통신 장치를 통해 무궁화 위성으로 송신하게 된다. 현재 인터넷 연결에 취약한 국내 격오지 농가 등을 대상으로 하는 무궁화 위성 기반에 토종 위성 인터넷 접속 B2C 서비스 제공은 완전히 중단되었다. 하지만 이동통신 기지국 연결, 선박 통신 등에서 다수의 통신망 가입자들을 보유한 민간 부분의 사업체들을 대상으로는 B2B 서비스를 지속하고 있다. 국내에서는 가까운 미래에 서비스 시작을 목표로 5G기술 기반에 위성 인터넷 서비스가 준비 중이다.

## 구성
- 파라볼릭 안테나
- 저잡음 수신기 (Low noise block-down converter, LNB)
- 고출력 송신기 (Block-up converter, BUC)
- 위성 모뎀
- 악세사리 - 피드혼, OMT, TRF, 동축 케이블, UTP 케이블

## 관련 기술
- DVB-S, DVB-S2
- DVB-RCS, IPoS
- QPSK, 8PSK, GMSK

## 같이 보기
- 위성군
  - 스타링크

## 위성 모뎀 제조사
- Comtech EF data
- Gilat
- Hughes Network Systems
- iDirect
- Newtec
- Viasat